# 24587 Kapaneus
24587 Kapaneus è un asteroide troiano di Giove del campo greco. Scoperto nel 1973, presenta un'orbita caratterizzata da un semiasse maggiore pari a 5,1760479 UA e da un'eccentricità di 0,0108768, inclinata di 29,06064° rispetto all'eclittica.
L'asteroide è dedicato a Capaneo, il primo dei re assedianti a scalare le mura di Tebe.